# Exocentrus pseudonitens
Exocentrus pseudonitens är en skalbaggsart som beskrevs av Stefan von Breuning 1956. Exocentrus pseudonitens ingår i släktet Exocentrus och familjen långhorningar.
Artens utbredningsområde är Kenya. Inga underarter finns listade i Catalogue of Life.